# Ruta 11-CH
La ruta 11-CH es una ruta internacional y corredor bioceánico que se encuentra en el norte Grande de Chile sobre la Región de Arica y Parinacota. En su recorrido de 192,2 km totalmente asfaltados une la ruta 5 Panamericana y Arica con Putre, los poblados altiplánicos y Bolivia a través del paso fronterizo Chungará-Tambo Quemado, uno de los más importantes en el norte del país. Su objetivo es integrar las ciudades-puerto del norte chileno con países vecinos como Bolivia y Brasil, fomentando además la actividad del puerto de Arica.
La carretera se inicia en la rotonda Los Libertadores a un costado del Parque industrial Puerta Las Américas y unos km al norte de la ciudad de Arica. Recorre el valle de Lluta junto a la línea férrea a La Paz, siempre en ascenso. Al término del valle se inicia la cuesta en zig-zag El Águila, de curvas muy cerradas. Cruza pequeños pueblos y serpentea cerros, montañas y bofedales, de rica fauna típica de la zona. También es una importante ruta turística, ya que cruza el Monumento natural Quebrada de Cardones y el parque nacional Lauca.
Al oeste del paso fronterizo y en el borde sur del lago Chungará está ubicada la aduana de control fronterizo homónima (con todos los servicios controladores). Cruzando el límite internacional la carretera toma como nombre ruta 4, con opción de traslado hacia Curahuara de Carangas, Oruro y la capital boliviana La Paz. 
El rol asignado a esta ruta internacional fue ratificado por el decreto MOP N.º 2136 del año 2000.

## Ciudades y localidades
Las ciudades, pueblos y aldeas por las que pasa esta ruta de oeste a este son:

### Región de Arica y Parinacota
Recorrido: 192 km (kilómetro 0 a 192). Se denomina avenida Libertador Simón Bolívar entre rotonda Los Libertadores y el Barrio industrial Puerta Las Américas.
- Provincia de Arica: acceso a Villa Frontera (kilómetro 0).
- Provincia de Parinacota: acceso a Putre (km 127 y 135), complejo fronterizo Chungará (km 185).

## Seguridad vial

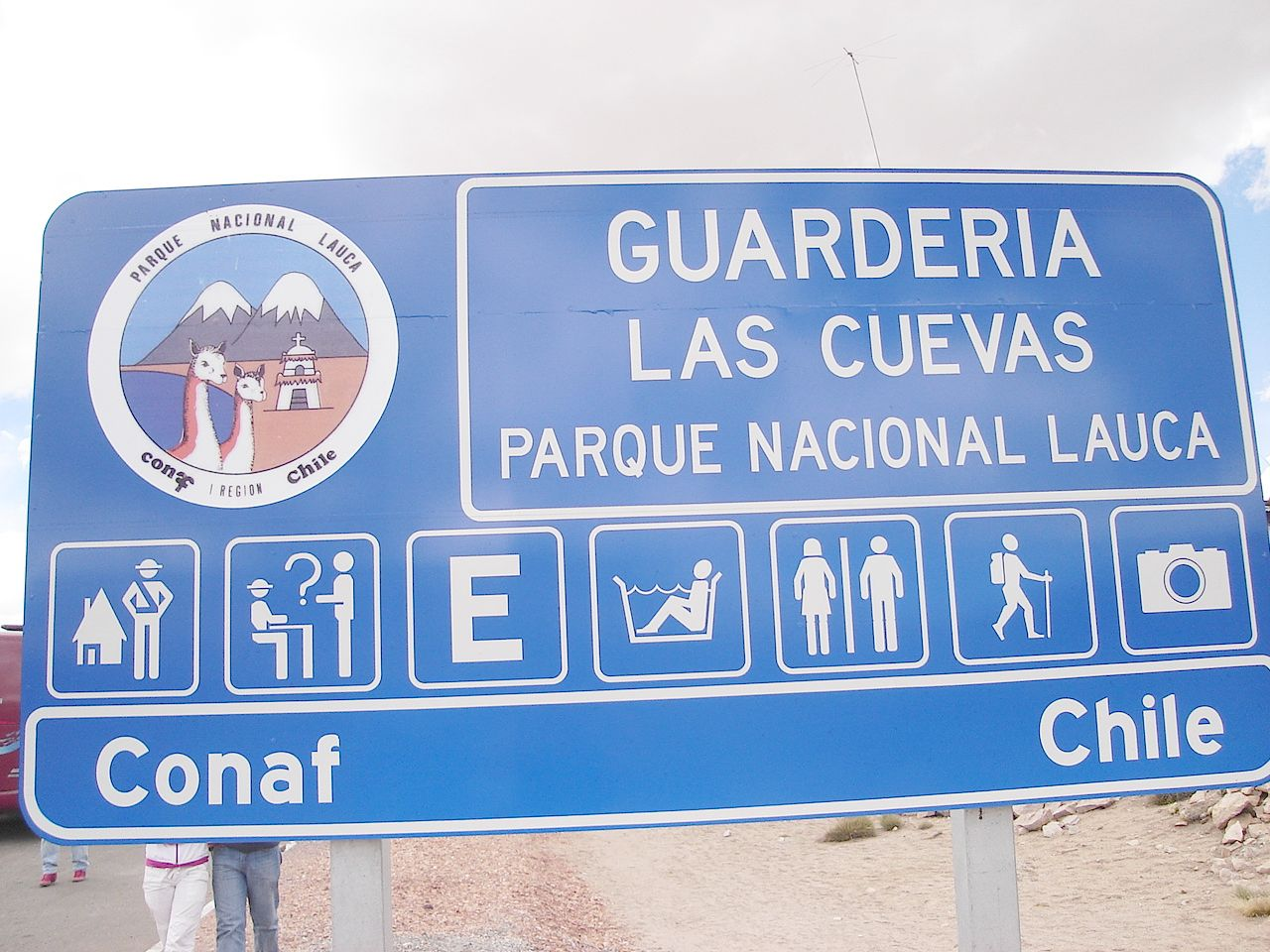
Señal que indica la guardería CONAF de Las Cuevas en el parque nacional Lauca

Autoridades regionales como el entonces alcalde de Arica, Carlos Valcarce, han llamado la atención sobre el mal estado de la carretera y la cantidad de accidentes de gravedad que se han producido en ella. Sin embargo, hay médicos que sostienen que los accidentes pueden ser producto de los efectos fisiológicos de la altura en los choferes, materia sobre la cual no hay unanimidad entre los especialistas.
En marzo de 2006, un minibús se desbarrancó por 250 metros en una quebrada en el km 46, falleciendo 12 turistas extranjeros. El 29 de agosto de 2008, un bus que transportaba a un grupo de 27 escolares se volcó en una zona de curvas a 5 km de Putre, falleciendo 9 de las estudiantes (véase Tragedia de Putre). Entre el 2005 y 2008 hubo 31 fallecidos, entre ellos 4 camioneros bolivianos.
La velocidad máxima de la ruta es de 100 km/h, y en algunos tramos es de 30 km/h. A raíz del accidente de marzo del 2006, en partes de la ruta se instalaron barreras de contención.
La ruta es vulnerable al clima del altiplano, que a veces provoca derrumbes debido a las ocasionales lluvias en conjunto con la oscilación térmica, lo que comenzó a ser subsanado a partir de marzo de 2009 mediante la colocación de mallas metálicas y/o el cambio de eje de la ruta en las partes más vulnerables.
Cabe destacar que en la ruta transitan 4.600.000 vehículos de carga pesada, según el Ministerio de Obras Públicas, además de contar con un tráfico diario de 300 vehículos, de los cuales 100 son camiones bolivianos.